# Sándorfy Kamill
Sándorfy Kamill (Camille Sandorfy) (Budapest, 1920. december 9. – Párizs, 2006. június 6.) magyar kémikus, egyetemi tanár. A Theoretica Chimica Acta, a Chemical Physics Letters, a Canadian Journal of Spectroscopy, a Theochem. szerkesztőbizottsági tagja; MTA-tag (k.: 1993-tól).

## Életpályája
Szülei: Sándorfy Kamill és Fényes Piroska voltak. 1939–1946 között a Szegedi Tudományegyetem kémia–fizika szakos hallgatója volt. 1946–1947 között a budapesti Műegyetem kutatója volt. 1947–1949 között a Sorbonne-on kémiát tanult. 1947–1951 között a párizsi CNRS munkatársa volt. 1951–1953 között Ottawában a Kanadai Országos Kutató Tanács ösztöndíjasa volt. 1953-ban ismét a CNRS-nél dolgozott. 1954-ben Kanadába emigrált. 1954-ben a Montréali Egyetem ösztöndíjasa, 1954–1956 között tanársegéde, 1956–1959 között egyetemi docense, 1959–1987 között professzora, 1987-től nyugdíjas emeritus professzora volt. 1967-től a Kanadai Királyi Társulat tagja volt. 1968-ban a párizsi Pierre és Marie Curie Egyetem vendégprofesszora volt. 1969-ben Nápolyban az Olasz Országos Kutató Tanács vendégprofesszora volt. 1970-ben a Rio de Janeiro-i és a São Paulo-i Egyetemek, 1974–1975 között a Párizsi VI. Egyetem vendégprofesszora volt. 1974-től a Nemzetközi Kvantummolekuláris Akadémia tagja volt. 1980–1983 között a Canadian Journal of Chemistry szerkesztője volt. 1980-tól az Európai Művészeti, Természet- és Humán Tudományos Akadémia tagja volt. 1987-ben Thiais-ban és Lille-ben vendégkutatóként előadókörutat tett Kínában. 1988-tól a József Attila Tudományegyetem tiszteletbeli doktora volt. 1993-tól a Magyar Tudományos Akadémia külső tagja volt.

### Munkássága
Kiterjedt kutatásokat végzett a molekuláris spektroszkópiában. Az infravörös spektroszkópiában tanulmányozta a molekuláris rezgéseket, valamint a hidrogénkötött rendszerekben lévő felső sávokat, valamint a hidrogénkötések hatását. Az elektronikus spektroszkópia során a távoli ultraibolya régióra szakosodott, ahol számos molekuláris Rydberg-állapotot figyelt meg. Néhány spektroszkópiai tanulmánya betekintést nyert a biológiai folyamatokba, ideértve a látás molekuláris mechanizmusát és a hidrogénkötés szerepét az érzéstelenítésben. 

## Művei
- Les spectres électroniques en chimie théorique (1959)
- Electronic Spectra and Quantum Chemistry (1964)
- Semiempirical Wavemechanical Calculations on Polyatomic Molecules (Raymond Daudellel, 1971)
- Chemical Spectroscopy and Photochemistry in the Vacuum Ultraviolet (társszerző, 1974)
- The Hydrogen Bond I–III. (társszerkesztő, társszerző, 1976)
- Spectroscopy of Biological Molecules (társszerkesztő, társszerző, 1983)
- The Role of Rydberg States in Spectroscopy and Photochemistry (szerk., társszerző, 1999)

## Díjai, kitüntetései
- Royal Society of Canada (1967)
- Léo Parizeau Érem (1973)
- Killam-díj (1978)
- Herzberg Érem (1980)
- Marie-Victorin-díj (1982)
- a Kanadai Kémiai Intézet díja (1983)
- az Elméleti Szerveskémikusok Világszervezet érme (1990)
- Heyrovský Érem (1993)
- Kanada Rend (1995)
- Québec Nemzeti Rend (1995)

## Fordítás
- Ez a szócikk részben vagy egészben  a   Camille Sandorfy című angol Wikipédia-szócikk ezen változatának fordításán alapul.  Az eredeti cikk szerkesztőit annak laptörténete sorolja fel. Ez a jelzés csupán a megfogalmazás eredetét és a szerzői jogokat jelzi, nem szolgál a cikkben szereplő információk forrásmegjelöléseként.